# Informació Geogràfica Voluntària

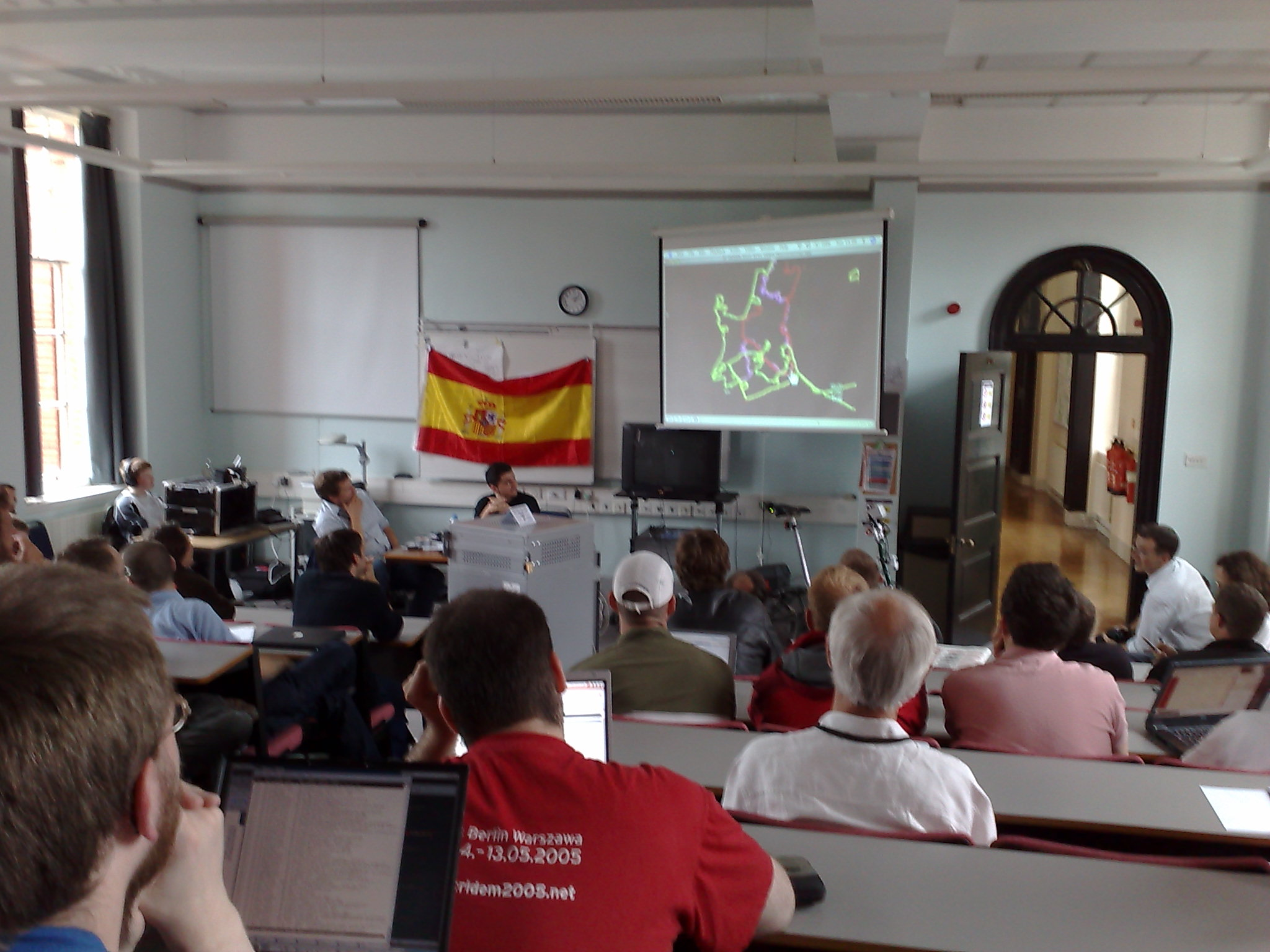
State of the Map 2.007, la primera conferència internacional sobre OpenStreetMap duta a terme en Manchester (Regne Unit).

La Informació Geogràfica Voluntària  o Participativa (VGI en el seu acrònim anglès) és un terme de recent encunyació per definir l'ús que es fa de la Web amb la finalitat de crear, reunir i difondre informació geogràfica proporcionada voluntàriament per persones.
Alguns exemples en són OpenStreetMap, Wikimapia, Google Earth, P3DM Where? O Panoramio. Aquests llocs proporcionen una cartografia de base que permet als usuaris crear els seus propis continguts mitjançant la georeferenciació o localització d'esdeveniments o característiques que inicialment no es mostren en aquests mapes. VGI és un cas especial que s'està produint dins de les principals corrents d'evolució de l'anomenada Web 2.0 que s'estan donant en l'actualitat.